# Gerhard Krebs (Historiker)
Gerhard Krebs (* 9. September 1943 in Warschau) ist ein deutscher Historiker und ehemaliger Gastprofessor für Japanologie an der Freien Universität Berlin. Krebs zählt zu den führenden Wissenschaftlern auf dem Gebiet der japanischen Geschichte der Neuzeit und Gegenwart vor allem auch der deutsch-japanischen Beziehungen im 20. Jahrhundert.

## Leben und Wirken
Krebs war nach seinem Studium (1965–1971) der Geschichte und Germanistik an der Universität Hamburg und in Freiburg DAAD-Stipendiat zum Studium der japanischen Sprache an der Universität Bonn und der Naganuma-Schule in Tokio. Es folgte 1976 bis 1978 ein Stipendium an der Sophia-Universität und von 1981 bis 1986 eine Lektorsstelle an der Waseda-Universität.
In Deutschland schloss Krebs seine Promotion im Juli 1982 in Freiburg ab. Zunächst war er von 1987 bis 1990 wissenschaftlicher Mitarbeiter am Historischen Seminar der Albert-Ludwigs-Universität Freiburg. Von 1990 bis 1995 forschte er am Deutschen Institut für Japanstudien in Tokio, von 1996 bis 1999 am Militärgeschichtlichen Forschungsamt (MGFA) in Potsdam und wurde 1999/2000 Lehrbeauftragter an der Freien Universität Berlin und der Universität Trier. Im Jahre 2000 habilitierte er sich an der Universität Hamburg in Japanologie. Ab dem Wintersemester 2000/2001 wurde Krebs Gastprofessor an der Freien Universität Berlin für Japanologie.
Zu Standardwerken wurden seine zweibändige Monographie Japans Deutschlandpolitik 1935–1941 (Hamburg 1984) sowie die von ihm während seiner Tätigkeit am Deutschen Institut für Japanstudien (mit-)herausgegebenen Bände Formierung und Fall der Achse Berlin-Tokyo (mit Bernd Martin, München 1994), 1945 in Asia and Europe: Reconsidering the End of World War II and the Change of the World Order (mit Christian Oberländer, München 1997) und Japan und Preußen (München 2002). Der Historiker Klaus Hildebrand resümiert in seiner Rezension zu dem 7. Band des MGFA-Serienwerks Das Deutsche Reich und der Zweite Weltkrieg Krebs‘ Beitrag Der Krieg im Pazifik 1943–1945 sei „eine rundum lesenswerte Abhandlung, die nicht zuletzt auch japanisches Quellenmaterial auswertet. Im Hinblick auf die verschlungenen Beziehungen zwischen Japan, Deutschland und Italien, zwischen Japan, den Vereinigten Staaten von Amerika und Großbritannien sowie zwischen Japan und der Sowjetunion wird dem Leser Seite für Seite klarer, daß und in welchem Umfang der Zweite Weltkrieg, vom Jahr 1941 an, tatsächlich eine globale Auseinandersetzung gewesen ist“.
Im Jahre 1987 wurde ihm der Japan-Preis der Deutschen Gesellschaft für Natur- und Völkerkunde Ostasiens (OAG) für die Druckfassung der Dissertation Japans Deutschlandpolitik 1935–1941 verliehen.

## Veröffentlichungen (Auswahl)
- Japans Deutschlandpolitik 1935–1941. Eine Studie zur Vorgeschichte des pazifischen Krieges. Zwei Bände. Gesellschaft für Natur- und Völkerkunde Ostasiens, Hamburg 1984 (zugl.: Universität Freiburg, Dissertation 1982).
- mit Bernd Martin als (Hrsg.): Formierung und Fall der Achse Berlin-Tōkyō (= Monographien aus dem Deutschen Institut für Japanstudien. 8). Iudicium, München 1994, ISBN 3-89129-488-3.
- Der Krieg im Pazifik 1943–1945. In: Das Deutsche Reich und der Zweite Weltkrieg. Hrsg. v. Militärgeschichtlichen Forschungsamt. Band 7: Das Deutsche Reich in der Defensive – Strategischer Luftkrieg in Europa, Krieg im Westen und in Ostasien 1943 bis 1944/45. Deutsche Verlags-Anstalt, Stuttgart 2001, ISBN 978-3-421-05507-1, S. 643–771.
- Japan und Preußen. Aufsatzsammlung als Hg., Iudicium-Verlag, München 2002, ISBN 978-3-89129-843-5. (Monographien aus dem Deutschen Institut für Japanstudien; Bd. 32)
- Das moderne Japan 1868–1952. Von der Meiji-Restauration bis zum Friedensvertrag von San Francisco (= Oldenbourg Grundriss der Geschichte, Band 36). Oldenbourg, München 2009, ISBN 978-3-486-55894-4.
- Japan im Pazifischen Krieg. Herrschaftssystem, politische Willensbildung und Friedenssuche. Iudicium Verlag, München 2010, ISBN 978-3-89129-010-1 (zugl.: Universität Hamburg, Habilitationsschrift 2000).
- Spannungen im japanischen Kaiserhaus: Prinzen und Oppositionelle in Krisen-, Kriegs- und Besatzungszeit 1930-1951. Iudicium, München 2021, ISBN 978-3-86205-673-6.